# فيكتور ألفاريز ديلغادو
فيكتور غييرمو ألفاريز ديلغادو (بالإسبانية: Víctor Álvarez Delgado) (من مواليد 14 مارس 1993) هو لاعب كرة قدم إسباني ، يلعب لنادي إسبانيول في مركز المدافع.

## حياته المهنية
ولد في برشلونة، كاتالونيا، بدأ حياته المهنية وهو في سن السابعة عشر فقط، وشارك في فريق الشباب بنادي إسبانيول. في 6 مارس 2011 شارك في أول مباراة له مع الفريق الأول، وأول مباراة له في الدوري الإسباني أيضاً، شارك في مباراة فريقه ضد نادي ليفانتي وخسر بنتيجة 1-0 خارج ملعبه.

## وصلات خارجية
- فيكتور ألفاريز ديلغادو على موقع قاعدة بيانات كرة القدم.إي يو (الإنجليزية)
- فيكتور ألفاريز ديلغادو على موقع Soccerbase.com (لاعب) (الإنجليزية)
- فيكتور ألفاريز ديلغادو على موقع Soccerway.com (الإنجليزية)
- فيكتور ألفاريز ديلغادو على موقع عالم كرة القدم.نت (الإنجليزية)
- فيكتور ألفاريز ديلغادو على موقع AS.com (الإسبانية)

- Espanyol official profile
- BDFutbol profile
- Transfermarkt profile